# This Woman's Work
This Woman's Work è una canzone composta ed eseguita dalla cantante britannica Kate Bush. Secondo singolo estratto dall'album The Sensual World (1989), è presente nella colonna sonora dei film Un amore rinnovato e Non così vicino. Ha raggiunto la 25ª posizione nella classifica dei singoli nel Regno Unito.

## Videoclip
Nel videoclip abbinato alla canzone, diretto dalla cantante, un uomo (interpretato dall'attore Tim McInnerny) si aggira sconvolto nella sala d'aspetto di un reparto d'ospedale. Attraverso vari flashback viene rivelato che sua moglie (interpretata dalla stessa Kate Bush), una pianista in avanzato stato di gravidanza, si è sentita male dopo aver preparato la cena. Durante l'attesa, l'uomo alterna sprazzi di ottimismo, in cui ricorda un romantico abbraccio scambiato in una serata sotto la pioggia, a momenti di profondo sconforto. Gli si avvicina un'infermiera (già intravista all'inizio del video), mostrando un'espressione cupa, ma la figura poco dopo si dissolve; non si trovava dunque lì, ma solo nella mente dell'uomo, che tuttavia rimane inquieto, ripensando al malore e al drammatico ricovero. Successivamente l'infermiera riappare, e questa volta realmente; essa si dirige verso l'uomo con un sorriso sulle labbra, che non lascia dubbi sul felice esito del parto, anche se non è possibile sentire le parole da lei pronunciate. Nella scena finale si vede la moglie di nuovo a casa, mentre finisce di esibirsi al pianoforte.